# التأثير الاقتصادي لجائحة كوفيد-19 في نيوزيلندا
كان لجائحة كوفيد-19 العالمية تأثير بارز على الاقتصاد النيوزلندي. تمتلك نيوزيلندا اقتصادًا مختلطًا- سوقًا حرة مع بعض ملكية الدولة والرقابة. فرضت الحكومة النيوزلندية في منتصف مارس 2020 نظام إنذار من خمسة مستويات، مما أدى إلى إغلاق جزء كبير من اقتصاد البلاد منذ 25 مارس باستثناء «الخدمات الأساسية» كمحلات السوبر ماركت. رُفعت قيود الإغلاق على النشاطات الاقتصادية المتنوعة بشكل تدريجي في 28 أبريل، و11 مايو، و25 مايو و8 يونيو نظرًا لنجاح إستراتيجية الإلغاء الحكومية.
استمر ممثلو قطاع الأعمال التجارية بالظهور في الإعلام ليتحدثوا عن: الضغط لمكافحة التفاوتات التي يمكن ملاحظتها في الصناعات المختلفة، والحديث عن التقييمات المعتادة مثل مؤشرات الثقة بالأعمال التجارية والتوقعات الاقتصادية، والحاجة إلى عودة مبكرة إلى «العمل المعتاد»، وذلك على الرغم من تهميش نفوذهم بشكل مفاجئ في الاقتصاد النيوزلندي.
دخل الاقتصاد النيوزلندي في حالة ركود بشكل رسمي في تاريخ 17 سبتمبر 2020، وتقلص الناتج الإجمالي المحلي بمقدار 12.2% في ربع يونيو بسبب جائحة كوفيد-19. تأثرت قطاعات البيع بالتجزئة والإسكان والضيافة والنقل سلبًا بحظر السفر الدولي والإغلاق المتشدد على مستوى البلاد.
نمى الاقتصاد النيوزلندي نموًا حادًا بعد احتواء الفيروس بنجاح فيما يعرف بالانتعاش على شكل حرف في-V، وانتهى العام بتوسع اقتصادي كلي بمقدار 0.4% أفضل من التقلص الذي كان متوقعًا بنسبة 1.7%. انخفضت البطالة أيضًا إلى 4.9% في ديسمبر 2020، من ذروة ناتجة عن كوفيد قدرها 5.3% في سبتمبر.

## القطاعات

### الزراعة
حذر ديفيد بينز، المدير التنفيذي لشركة إن زي بورك، بتاريخ 31 مارس 2020 من أن قرار الحكومة بتصنيف اللحامين (الجزارين) على أنهم خدمات غير أساسية سيكون له آثار خطيرة على رعاية الخنازير في مزارع نيوزيلندا. افتقرت العديد من المزارع إلى المساحة الكافية لتخزين الخنازير بسبب وجود فائض فيها.
ذكر تقرير بتاريخ 22 أغسطس أن 2.5 مليون نحلة ماتوا من الجوع لأن عمال من وايكاتو لم يكونوا قادرين على السفر إلى أوكلاند إلى خلايا النحل بسبب نقاط التفتيش المفروضة بعد زيادة العدوى (الانتقالات) في المجتمع في أوكلاند. شملت الشركات المتأثرة شركة ويتاكارورو هاني المحدودة. تقدم قطاع النحالة في نيوزيلندا إلى وزارة الصحة بطلب الحصول على إعفاء نيابة عن مربي النحل التجاريين.
أبلغت قطاعات صناعات البستنة وزراعة الكروم في أكتوبر ونوفمبر 2020 عن نقص في العمال منذ أن منعت القيود التي فرضتها الحكومة على الحدود ومتطلبات العزل السياح والعمال الموسميين من الدخول إلى البلاد. يسمح لمنتجي أعمال البستنة وزراعة الكروم عادةً بتوظيف العمال الموسميين من جزر المحيط الهادئ ودول آسيوية محددة وذلك وفقًا لسياسة أصحاب العمل الموسميين المعترف بها. إضافة إلى ذلك، يسمح للسياح من بعض البلدان بالعمل بتأشيرة زائر. سبب هذا النقص في العمال تعفن الفاكهة والمحاصيل. أبلغ المزارعون المحليون عن صعوبة في توظيف السكان المحليين بسبب ساعات العمل الطويلة والعمل في الخارج والأجور المتدنية وافتقارهم إلى مهارات القطف والعناية بالنباتات التخصصية التي يمتلكها العمال الأجانب.
في منتصف أكتوبر 2020 حذر ريتشارد بالمر، المدير التنفيذي لهيئة سومرفروت نيوزيلاندا الممثلة للمنتج، من أن أعمال البستنة قد لا تتمكن من التقاط 30% من حصادها ذلك العام، وهو عجز قد يكلف 1.25 مليار دولار نيوزلندي من عائدات التصدير. في أواخر أكتوبر 2020، أطلقت شركات هورتيكالتشر نيوزيلندا ونيوزيلندا آبلز وبيرز خدمة وظائف تسمى بيك تيكي لتوظيف الشباب المدنيين في أعمال التقاط الفواكه في هاوكيز باي، ونيلسون وسنترال أوتاغو.
أفادت شركة ستاف بتاريخ 11 فبراير 2021 أن خطة عمل الحكومة النيوزلندية لمعالجة نقص العمال في قطاع التقاط الفواكه الذي تسببت به جائحة كوفيد-19 قد جذبت نحو 54 شخصًا فقط منذ إطلاقها في أواخر شهر نوفمبر 2020. قدمت الخطة نحو 200 دولار نيوزلندي لتغطية تكاليف السكن وألف دولار نيوزلندي دفع حوافز للعمال الذين أكملوا أعمالًا استمرت ستة أسابيع أو أكثر.

### رعاية الحيوان
أفاد موقع ستاف في 15 أبريل أن العديد من الحيوانات الأليفة من ضمنها القطط والكلاب كانت عالقة في العبور في شركات شحن الحيوانات ومنازل الحيوانات بسبب تعطل السفر الناتج عن جائحة فيروس كورونا والإغلاق في نيوزيلندا. وفقًا لقيود الإغلاق لم تعتبر خدمة نقل الحيوانات الأليفة أنها خدمة أساسية. أعلنت شركة الطيران النيوزلندي أنها ستنظر في إعادة افتتاح خدمة نقل الحيوانات الأليفة عندما يتم رفع قيود الإغلاق من المستوى الرابع.

### الطيران

#### 2020
أعلنت شركة الطيران الوطنية النيوزلندية في 16 مارس بأنها ستخفض من قدرتها الاستيعابية بنسبة 85% ومن موظفيها بنسبة 30% كردة فعل على انخفاض الطلب والعائدات نتيجة تفشي المرض. حظرت خطوط الطيران الرحلات إلى عدة مدن عالمية رئيسية منها سان فرانسيسكو، وهيوستن، وبوينس آيريس، وفانكوفر، وطوكيو، وهونولولو، ودينباسار وتايبيه، إضافة إلى رحلات الطيران المعلقة سابقًا إلى شانغهاي وسيئول بين 30 مارس و30 يونيو، إلى جانب خدمة لندن هيثرو-لوس أنجلوس. خفضت شركة الطيران أيضًا النقل بين نيوزيلندا وأستراليا بمقدار 80%، وسيتم تخفيض استيعاب الشبكة المحلية في مارس وأبريل 2020. ستبقي بذلك رحلات جوية خارجية كافية لإعادة النيوزلنديين والأشخاص الذين تم إجلاؤهم بالإضافة إلى الشحن الجوي الأساسي. أقرضت الحكومة الطيران النيوزلندي 900 مليون دولار في 20 مارس من أجل حماية طرق الطيران الأساسية ولجعل الشركة تستمر بالعمل.
وردت تقارير في 19 مارس أن كانتاس وجيتستار كانتا تعلقان عملياتهما في نيوزيلندا كجزء من جهودهما لتعليق الطائرات الدولية ردًا على جائحة كوفيد-19.
أعلن كبير مسؤولي الإيرادات في الطيران النيوزلندي في 25 مارس أن خطوط الطيران ستخفض إلى عشرة طرق دولية والطرق المعتمدة بموجب قانون الحرية الخامسة من 30 مارس إلى 1 مايو: من أوكلاند إلى سيدني، وبيرسبان، وميلبورن، وراروتونغا، ونادي، ونيوي، ولوس أنجلوس، وهونغ كونغ ومن جزيرة نورفولك إلى سيدني وبريسبان. سيتم استئناف الطريق من أوكلاند إلى شانغهاي في 2 مايو.
أصبح من المعروف في 4 أبريل أن خطوط فيرجن أستراليا الجوية قررت إيقاف عملياتها في نيوزيلندا بشكل دائم، وبسبب ذلك فقد 600 شخص وظيفتهم في نيوزيلندا.
أفيد في 7 أبريل أن شركة طيران نيوزيلندا الجوية كان تدرس تسريح 387 طيار كجزء من إجراءات التخفيض. تجري مؤسسة طياري الخطوط النيوزلندية (إن زالبا)، التي تمثل 1520 طيار في الطيران النيوزلندي، مفاوضات مع شركات الخطوط الجوية لتخفيض عدد علميات التسريح.
أعلنت شركة طيران نيوزيلندا في 20 مايو أنها ستقوم بتسريح 3500 موظف. يتضمن ذلك 1300 من طاقم الطائرة. سيفقد 950 موظف من الطاقم الخاص بالمسافات الطويلة والمتوسطة وظائفهم بينما سيصبح 300 عامل لا لزوم لهم في أوكلاند، وويلينغتون وكريسشيرش. إضافة إلى ذلك، فقد 97 شخص وظيفتهم في خطوط طيران نيلسون وماونت كوك الجوية التابعة لخطوط الطيران الجوية الإقليمية في نيوزيلندا.